# Caldas da Rainha
Caldas da Rainha là một huyện thuộc tỉnh Leiria, Bồ Đào Nha. Huyện này có diện tích 256 km², dân số thời điểm năm 2001 là 48846 người.